# Rothmannia macromera
Rothmannia macromera là một loài thực vật có hoa trong họ Thiến thảo. Loài này được (Lauterb. & K.Schum.) Fagerl. miêu tả khoa học đầu tiên năm 1943.